# Jules De Martino

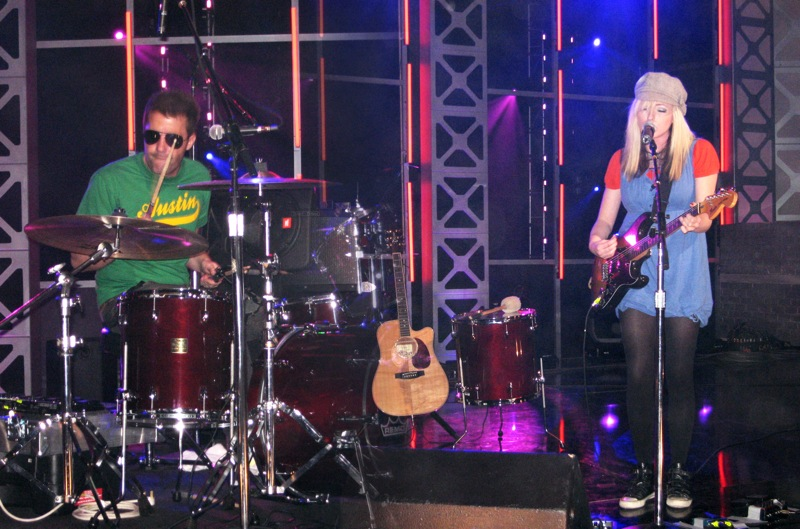
Jules De Martino într-un concert cu The Ting Tings

Jules De Martino (născut Julian De Martino în anul 1980 în Albert Place, Londra) este un muzician de origine engleză, fondatoar al grupului The Ting Tings.